# 水野和夫
水野 和夫（みずの かずお、1953年 - ）は、日本の経済学者。法政大学法学部教授、博士（経済学）。
証券エコノミストとしての経済分析の一方、マクロ経済、国際金融を文明史論的な視野から見た著作を刊行。仙谷由人の経済ブレーンであり、民主党政権では政権入りし内閣官房内閣審議官などを務めた。

## 略歴
- 1977年 愛知県立旭丘高等学校を経て、早稲田大学政治経済学部卒業。
- 1980年 早稲田大学大学院経済学研究科修士課程修了。 八千代証券（国際證券、三菱証券、三菱UFJ証券を経て、現三菱UFJモルガン・スタンレー証券）入社。
- 1998年 同社金融市場調査部長
- 2000年 執行役員
- 2002年 理事・チーフエコノミスト
- 2005年 参与・チーフエコノミスト
- 2008年 東洋英和女学院大学大学院国際協力研究科非常勤講師
- 2009年 埼玉大学大学院経済科学研究科客員教授
- 2010年9月 三菱UFJモルガン・スタンレー証券を退社し、内閣府大臣官房審議官（経済財政分析担当）就任
- 2011年11月 内閣官房内閣審議官（国家戦略室担当）(2012年12月まで)
- 2012年12月 埼玉大学より博士（経済学）[2]
- 2013年
  - 3月 国際投信投資顧問株式会社顧問
  - 4月 日本大学国際関係学部教授
- 2017年 法政大学法学部教授。現代日本経済論、グローバル経済論

## 人物・主張
- 「資本主義の限界」と「成長信仰宗教批判」を展開。20世紀的な経済成長の時代が終わり、ゼロ成長が不可避となるなかでの新たな世界のあり方を探っている。その主張を書いた本である「資本主義の終焉と歴史の危機」は高く評価され、2014年の週刊ダイヤモンドのベスト経済書で1位に選ばれた。
- 2015年12月9日には憲政記念会館において、辻元清美議員の「政治活動20年へ、感謝と飛躍の集い in 東京」という政治資金規正法に基づく資金集めのパーティに参加している[3]。
- 2020年の新型コロナ流行が、「16世紀以来世界に広がってきたグローバル資本主義というシステムを終焉させる役割を果たす」とし、今後は世界経済は回復したとしてもゼロ成長がせいぜいだとした[4]。

## 著書

### 単著
- 『所得バブル崩壊―危機の連鎖を招く「バブルの負の遺産」を断ち切れ!!』ビジネス社、2002年。
- 『100年デフレ 21世紀はバブル多発型物価下落の時代』日本経済新聞社、2003年。 のち日経ビジネス人文庫
- 『虚構の景気回復 「統合と分断」の時代をいかに生きるか』中央公論新社、2005年。
- 『人々はなぜグローバル経済の本質を見誤るのか』日本経済新聞出版社、2007年。 のち日経ビジネス人文庫
- 『金融大崩壊 「アメリカ金融帝国」の終焉』NHK出版生活人新書、2008年。
- 『終わりなき危機 君はグローバリゼーションの真実を見たか』日本経済新聞出版社、2011年。
- 『世界経済の大潮流 経済学の常識をくつがえす資本主義の大転換』太田出版、2012年。
- 『資本主義という謎』NHK出版生活人新書、2013年。
- 『世界史の中の資本主義: エネルギー、食料、国家はどうなるか』東洋経済新報社、2013年。ISBN 4492443975。
- 『資本主義の終焉と歴史の危機』集英社新書、2014年。ISBN 4087207323。
- 『資本主義がわかる本棚』(日経プレミアシリーズ 日本経済新聞出版社, 2016
- 『過剰な資本の末路と、大転換の未来: なぜ歴史は「矛盾」を重ねるのか』徳間書店、2016年。
- 『国貧論(atプラス叢書14)』太田出版、2016年。
- 『株式会社の終焉 Kindle版』ディスカヴァー・トゥエンティワン、2016年。
- 『閉じてゆく帝国と逆説の21世紀経済』集英社、2017年。

### 共著
- 『資本主義2.0 宗教と経済が融合する時代』島田裕巳共著』講談社、2008年。
- 萱野稔人共著『超マクロ展望 世界経済の真実』集英社新書、2010年。
- 『成長のない社会で、わたしたちはいかに生きていくべきなのか』近藤康太郎共著. 徳間書店, 2013
- 高橋伸彰共著『アベノミクスは何をもたらすか』岩波書店、2013年。ISBN 4000220764。
- 『3・11以後何が変わらないのか』大澤真幸, 松島泰勝, 山下祐介, 五十嵐武士共著. 岩波ブックレット, 2013
- 『資本主義という謎 「成長なき時代」をどう生きるか』大澤真幸共著. NHK出版新書, 2013
- 『世界史の中の資本主義 エネルギー、食料、国家はどうなるか』川島博之共編著. 東洋経済新報社, 2013
- 古川元久共編『新・資本主義宣言 (7つの未来設計図)』毎日新聞社、2013年。ISBN 4620322032。
- 『資本主義の終焉、その先の世界 「長い二一世紀」が資本主義を終わらせる』榊原英資共著. 詩想社新書, 2015
- 『コレクションと資本主義 「美術と蒐集」を知れば経済の核心がわかる』山本豊津共著. 角川新書 2017
- 『資本主義と民主主義の終焉 平成の政治と経済を読み解く』山口二郎共著. 祥伝社新書, 2019

## 出演
- デモクラシータイムス（YouTube）
- エアレボリューション（ニコニコ生放送）[5]